# Lelley
Lelley är en by i civil parish Elstronwick, i distriktet East Riding of Yorkshire, i grevskapet East Riding of Yorkshire, i England. Byn är belägen 4 km från Hedon. Lelley var en civil parish 1866–1935 när blev den en del av Elstronwick. Civil parish hade 112 invånare år 1931.